# Maidan, Boureni
Maidan (în ucraineană Майдан) este o comună în raionul Boureni, regiunea Transcarpatia, Ucraina, formată numai din satul de reședință.

## Demografie
Componența lingvistică a comunei Maidan
     Ucraineană (99,24%)
     Alte limbi (0,7%)
Conform recensământului din 2001, majoritatea populației comunei Maidan era vorbitoare de ucraineană (99,24%), existând în minoritate și vorbitori de alte limbi.